# Illert (Unternehmen)
Die Firma Illert mit Hauptsitz in Hanau ist ein seit Generationen geführtes Familienunternehmen in der Verpackungsindustrie. Der heutige Schwerpunkt der Firma liegt auf der Herstellung von Haftetiketten und unter anderem die Produktion sogenannter Shrink-Sleeves.

## Geschichte
Die Hanauer Firma hat ihren Ursprung im Jahr 1856, als der aus Mühlheim am Main stammende Lithograf Heinrich Konrad Johann Philipp Illert (1827–1898) mitsamt seiner Familie und seiner Druckerei nach Steinheim übersiedelte. Am Standort in der Mainstraße druckte er anfangs vor allem Etiketten für die lokale Tabakindustrie, stattete Zigarrenkisten und Zigarrenbanderolen aus. Nach nur einem Jahr nahm Illert den Kaufmann Ewald in sein Unternehmen auf, das dann „Lithographische Kunstanstalt Illert & Ewald“ firmierte. Wurden die Drucke anfangs noch per Handarbeit hergestellt, wurde bald darauf die Chromolithografie für den mehrfarbigen eingeführt. und 1878 oder 1880 die erste Dampfmaschine in Betrieb genommen.

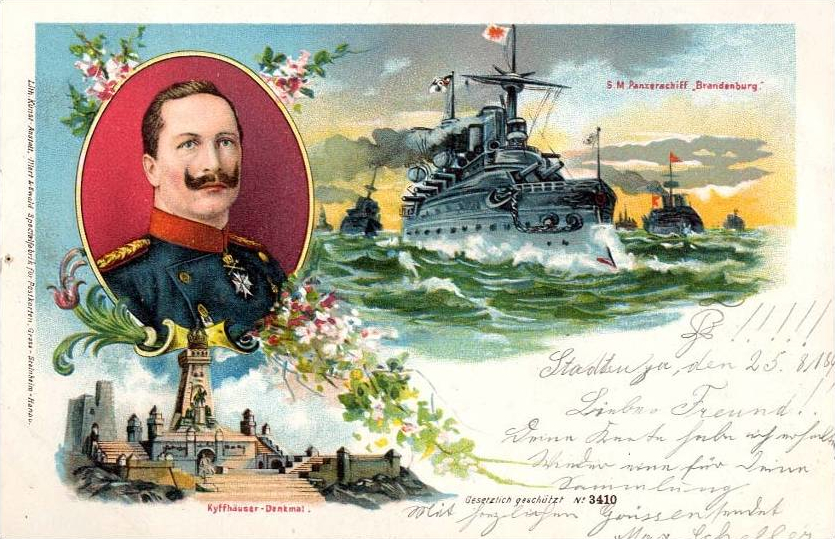
Um 1898: Kaiser Wilhelm II. und SMS Panzerkreuzer Brandenburg;
Bildpostkarte Nr. 3410, Chromolithographie

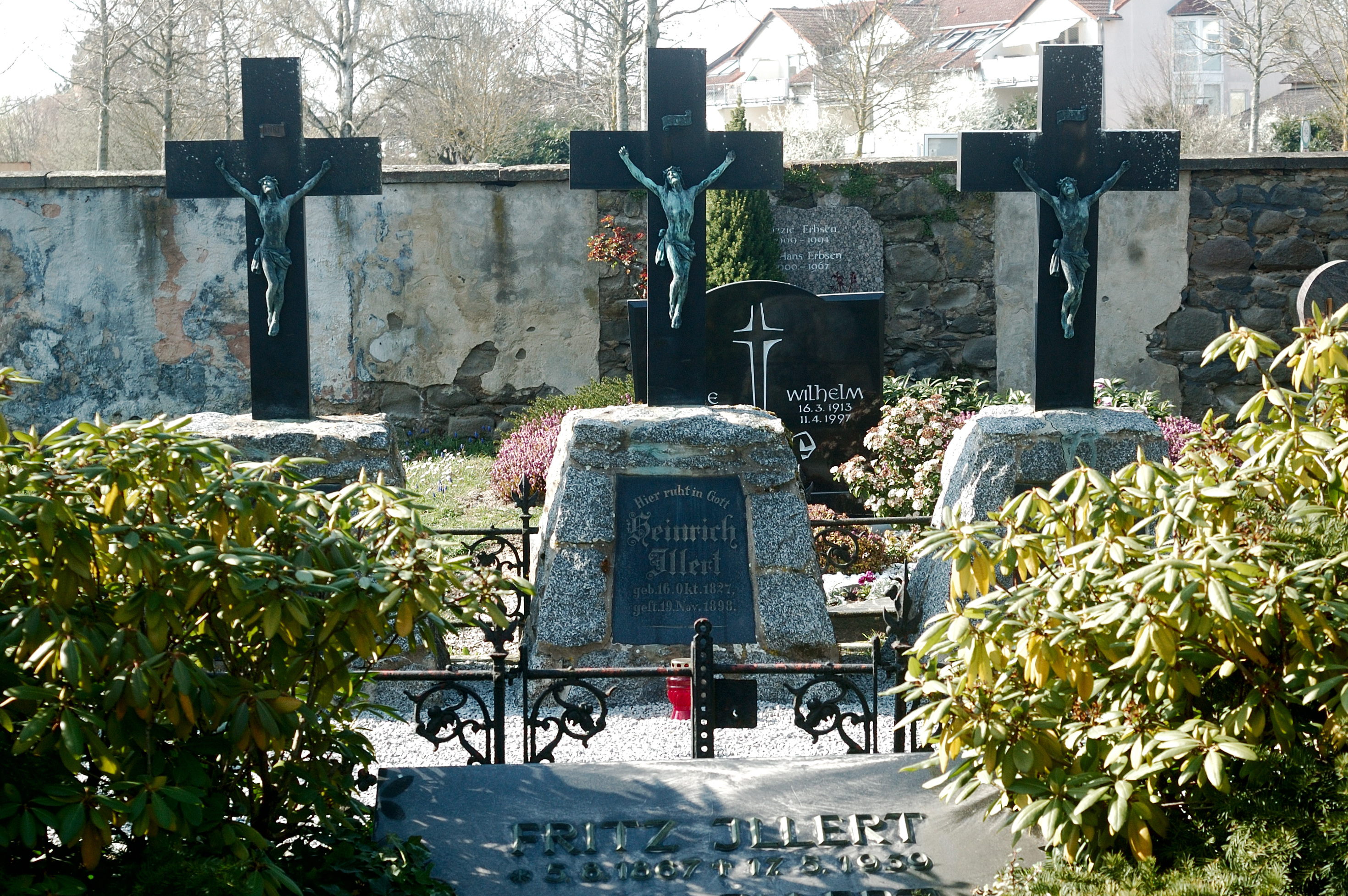
Denkmalgeschütztes Familiengrab des Unternehmensgründers auf dem Friedhof Steinheim-Süd

1892 begann die Herstellung von Etiketten für Konserven der Lebensmittelindustrie, gefolgt von Süßwarenetiketten, dem Druck von Werbeträgern und Ansichtskarten.
Zu einem der ältesten Kulturdenkmälern der Fabrikantenfamilie Illert in Hanau zählt das Grabmal für die 1897 gestorbene Anna Maria Illert auf dem Südfriedhof der Stadt.
Nach dem Tod des Unternehmensgründers im Jahr 1898 führten die beiden Söhne die Firma fort; der bald zum Kommerzienrat ernannte Fritz Illert und sein Bruder Heinrich Wilhelm Alexander Illert.
Insbesondere im 20. Jahrhundert wurden bekannte Künstler bei Illert tätig, darunter beispielsweise Maler Erhard Angermann und Rolf Winter, Exlibriskünstler wie Hermann Huffert oder Illustratoren wie Gustav Tischer.
1906 nahm das Unternehmen den Prägedruck ins Produkt-Portfolio auf. 1910 arbeiteten rund 200 Beschäftigte im Unternehmen.
Nach dem Ersten Weltkrieg und noch vor dem Höhepunkt der Deutschen Hyperinflation gründeten die beiden Brüder 1921 nahe dem elterlichen Stammhaus die Firma „Gebr. Illert“ bzw. die „Gebrüder Illert GmbH“ in Klein-Auheim, die sich auf die Ausstattung von Flaschen vor allem mit Sekt- und Weinetiketten spezialisierte.

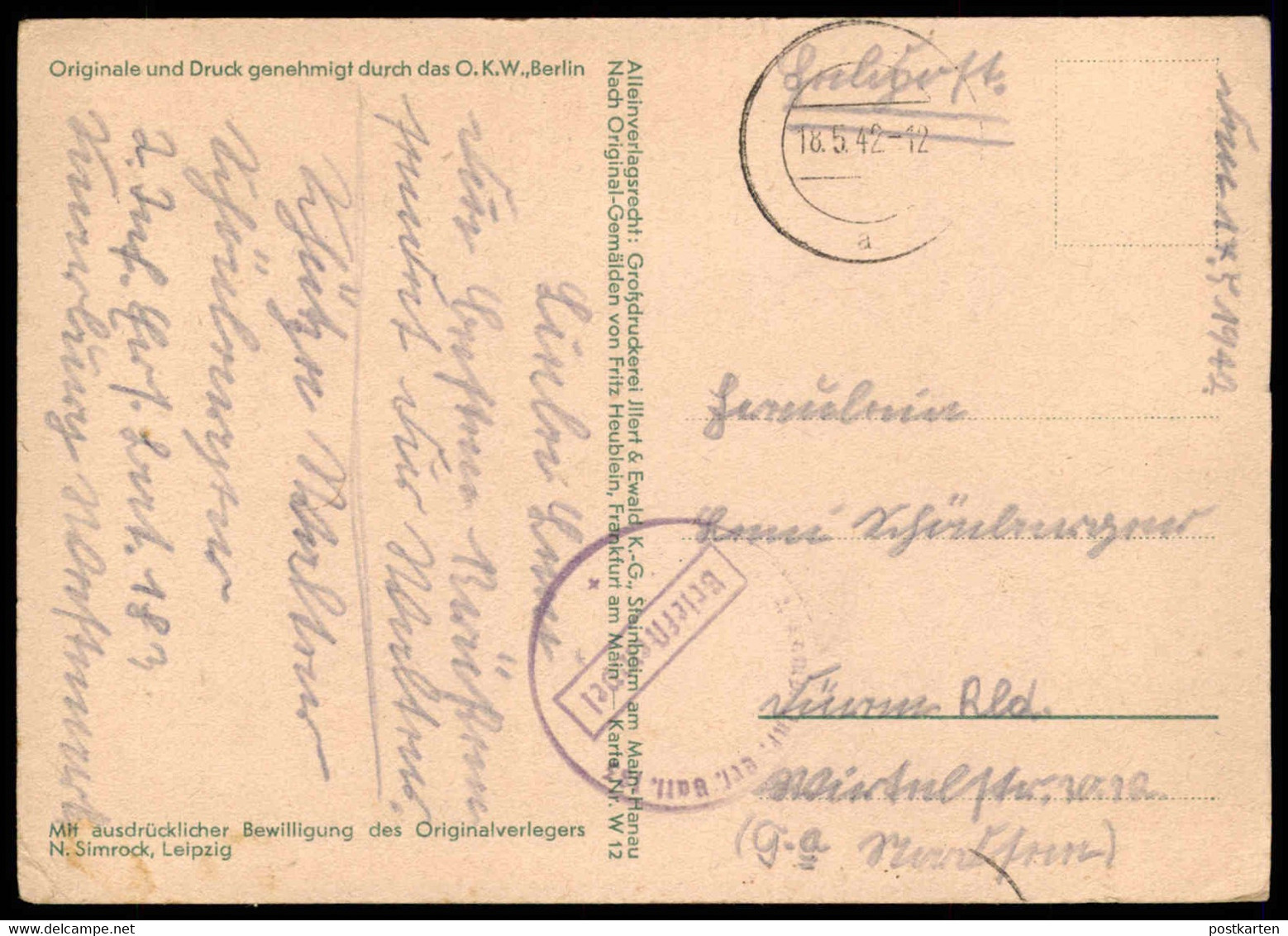
1942 datierte Postkarte der Großdruckerei Illert & Ewald KG

Etwa zeitgleich mit dem Beginn der Weltwirtschaftskrise nahm Illert die Herstellung von Schokoladen-Einschlägen auf. Zur Zeit des Nationalsozialismus wurde die Fotolithografie eingeführt. 1939 waren in beiden Betrieben mehr als 400 Menschen beschäftigt, die die internationale Nachfrage nach Produkten der Häuser bedienten. Während des Zweiten Weltkrieges trat die Großdruckerei Illert & Ewald KG mit Genehmigung des Oberkommandos der Wehrmacht (OKW) und mit Bewilligung des in Leipzig ansässigen Verlages Musikverlages N. Simrock mit „Alleinverlagsrecht“ für eine Serie von Kriegspropaganda-Bildpostkarten für die deutschen Soldaten, bis die Fabrikanlagen schließlich stillgelegt wurden.
In der Nachkriegszeit beschlagnahmten die Amerikanischen Militärbehörden die Produktionsmittel des Unternehmens; erst 1948 durfte die Familie die Geschäfte wieder aufnehmen. Ab demselben Jahr stieg die Firma mit einem Modejournal in das Verlagswesen ein, betrieb eine Buchbinderei und gründete das Forum Bildkunstverlag. 1950 kam die Herstellung von Werbedrucksachen und Kalendern hinzu.
Nachdem 1961 erstmals der Rollentiefdruck für Aluminiumetiketten zum Einsatz kam, fusionierten die beiden Kommanditgesellschaften Illert & Ewald KG und Gebr. Illert KG 1965 zur Illert GmbH & Co. KG Grafische Betriebe, in der dann rund 1000 Angestellte arbeiteten. Zugleich wurde die EDV und eine statistische Qualitätskontrolle eingeführt.
Nach der Übernahme der Firma Rheindorff GmbH im Jahr 1981 wurde 1986 der Bogentiefdruck aufgenommen, im Folgejahr 1987 das Unternehmen in eine Aktiengesellschaft umgewandelt. Knapp ein Jahrzehnt später stieg 1996 die Labelmaker-Holding GmbH bei Illert ein. Durch den folgenden Ausbau der Dienstleistungen wandelte sich Illert zum System-Anbieter, musste 1999 aber Insolvenz anmelden. Im selben Jahr starteten Monika Maria und Hans-Dieter Illert eine Neugründung unter der Firma Illert Etiketten GmbH & Co. KG, die sich schwerpunktmäßig auf Rollenhaftetiketten fokussierte.

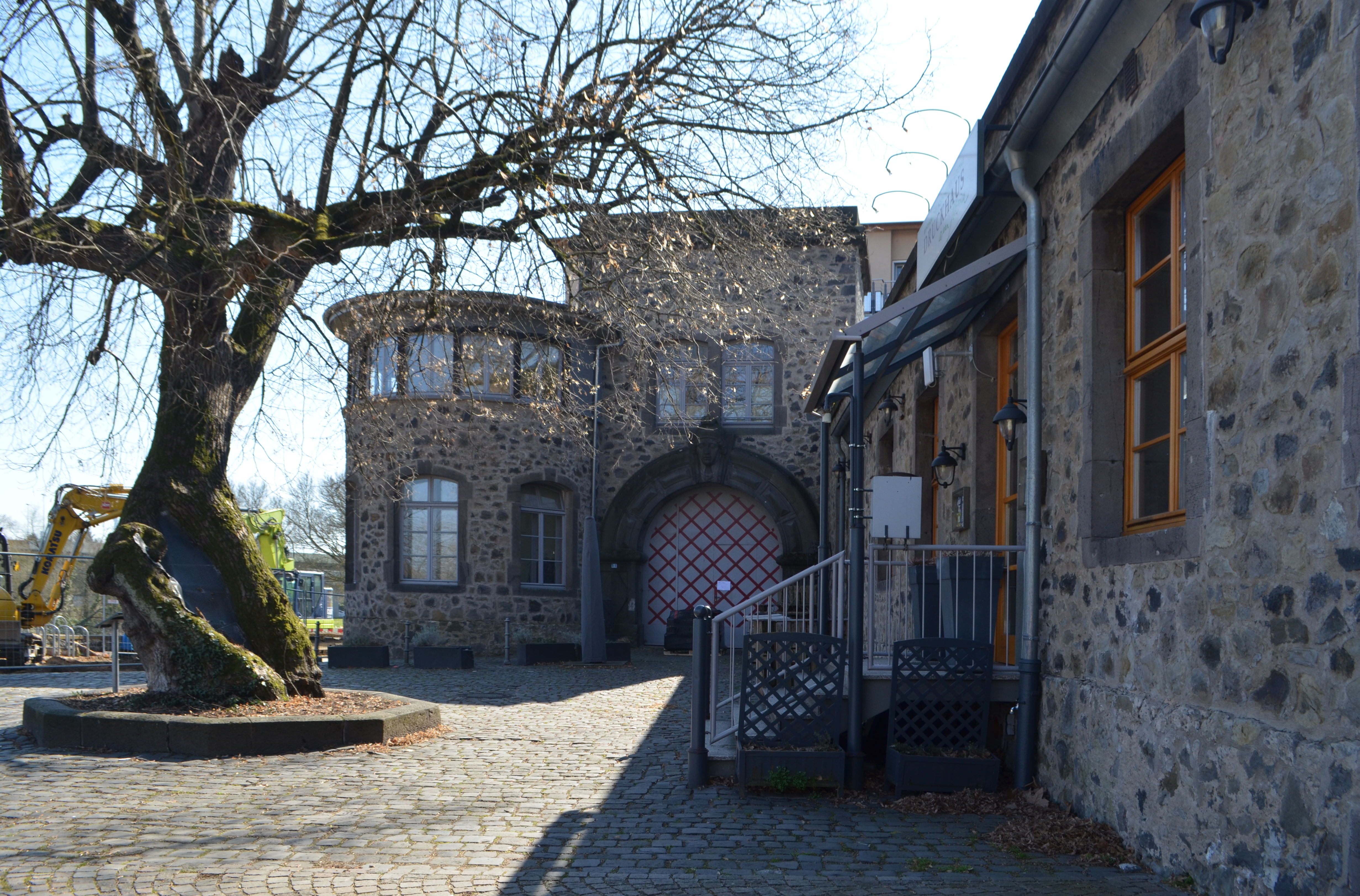
Das heute als Kulturdenkmal unter Schutz gestellte ehemalige Torhaus der Graphischen Betriebe Illert

Nach der Inbetriebnahme einer Nilpeter-UV-Flexodruck für eine Druckbreite von 330 mm startete 2003 die Produktion von Shrink-Sleeves. Nachdem Maximilian Illert 2007 in das Familienunternehmen einstieg, übersiedelte der gesamte Betrieb 2009 in neue Räumlichkeiten an der Otto-Hahn-Straße in Hanau-Steinheim. Dort kam bald darauf – erstmals in Deutschland – eine Omet-UV-Flexo-Druckmaschine für Hochqualitätsdrucke bis zu 660 mm Breite zum Einsatz. Angeboten wie blickdichten Mehrlagen-Etiketten folgten vollständige „Inhouse-Fertigungen“ von Shrink-Sleeve-Produkten. 2023 wurde Illert für den Druck des Deutschen Pfandlogos zertifiziert.